# 上志
上志（1432年—？），字宗道，陝西西安府同州朝邑縣人，明朝政治人物。進士出身。

## 生平
陝西鄉試第七名。天順元年（1457年）丁丑科會試第八十九名，殿試登進士第三甲第一百一十七名。

## 家族
曾祖上思敬。祖父上伍。父亲上禎，曾任州判官。